# Harry Schädler
Harry Schädler (3 febbraio 1968) è un ex calciatore liechtensteinese, di ruolo attaccante.

## Carriera

### Nazionale
Ha collezionato 4 presenze con la propria Nazionale.